# Weisenheim am Sand
Weisenheim am Sand település Németországban, Rajna-vidék-Pfalz tartományban. Lakosainak száma 4373 fő (2023. december 31.).

## Népesség
A település népességének változása:
| Lakosok száma | 3957 | 4268 | 4233 | 4325 | 4387 | 4373 |
|               | 1975 | 2017 | 2019 | 2021 | 2022 | 2023 |